# Видакович, Звездан
Звездан Видакович (сербохорв. Zvezdan Vidaković, родился 7 марта 1989 в Суботице) — сербский хоккеист, вратарь.

## Карьера

### Клубная
Дебютировал в хоккее в 2005 году. Выступал за клуб «Нови-Сад», сейчас играет за «Спартак» из Суботицы.

### В сборной
В сборной до 17 лет играл на чемпионатах мира 2006 и 2007 во втором дивизионе, в 2007 также дебютировал в молодёжной сборной и играл на трёх чемпионатах мира подряд. В основной сборной дебютировал на чемпионате мира 2010 Первого дивизиона.